# Vincent Janssen
Vincent Petrus Anna Sebastiaan Janssen (Heesch, Países Bajos, 15 de junio de 1994) es un futbolista neerlandés que juega como delantero en el Royal Antwerp F. C. de la Primera División de Bélgica.

## Trayectoria

### Almere City F. C.
Debutó como profesional el 3 de agosto de 2013, con 19 años y 49 días, ingresó en el minuto 72 para enfrentar al FC Volendam en la fecha 1 de la Eerste Divisie. El partido lo perdieron con tres goles en contra. Dos días después, jugó 90 minutos con la reserva del club, demostró su calidad y anotó 1 gol contra RKC Waalwijk. El partido terminó con empate a 2.
En la fecha 2 de la Eerste Divisie tuvo minutos nuevamente, vio su primera tarjeta amarilla a los minutos de su ingreso y perdieron 1 a 0 ante De Graafschap. El 16 de agosto fue titular por primera vez, se enfrentó al en ese entonces líder FC Dordrecht. Vincent brindó una asistencia, pero perdieron 2 a 1.
Su primer gol con el equipo absoluto, lo realizó el 24 de agosto, jugó los 90 minutos contra Achilles '29. Comenzaron perdiendo, pero Vincent anotó el empate al comienzo del segundo tiempo, además ya en tiempo cumplido dio un pase de gol para lograr el primer triunfo del equipo, por 3 a 1.
Debutó en la Copa de los Países Bajos el 24 de septiembre, en la segunda ronda contra VV Capelle, en el tiempo reglamentario empataron sin goles, por lo que fueron a una prórroga. Vincent jugó los 120 minutos, pero perdieron 1 a 0 por un gol marcado al final.
Finalizó su temporada 2013-14, con 35 presencias en la segunda división, de las cuales 25 fueron como titular, anotó 10 goles, brindó 3 pases de gol y recibió 8 tarjetas amarillas.
Ya consagrado como titular, Vincent comenzó una nueva temporada con Almere City el 8 de agosto de 2014, en la fecha 1 de la Eerste Divisie, se enfrentó al MVV Maastricht, anotó un gol y ganaron 5 a 0. El 19 de septiembre anotó su primer doblete, fue en la fecha 7 contra VVV-Venlo, pero perdieron 3 a 2.
Su siguiente partido fue en la segunda ronda de la copa, su rival fue ADO Den Haag, perdían por un gol, pero Vincent lo empató, por lo que fueron a prórroga, nuevamente convirtió y puso en ventaja a su equipo, pero en el minuto 117 el rival empató el encuentro, 2 a 2. Fueron a penales y Janssen convirtió el gol del triunfo, para ganar 4 a 2 y pasar de fase. En la tercera ronda se enfrentaron a uno de los clubes más grandes del país, el PSV Eindhoven, jugó los 90 minutos, pero perdieron 5 a 1.
El 11 de abril de 2015 anotó su primer hat-trick, fue en la fecha 34 contra Sparta Rotterdam y ganaron 3 a 2.
El club finalizó en la posición 10, pero clasificó a los play-offs por el ascenso a la máxima categoría. En la primera ronda su rival fue De Graafschap, en el partido de ida anotó un gol, pero empataron 1 a 1, en el encuentro de vuelta, perdieron 2 a 1 y no pudieron ascender.
Finalizó su temporada 2014-15, con 34 presencias en la segunda división, todas como titular, anotó 19 goles, incluyendo 4 dobletes y un triplete, también brindó 9 asistencias. Pero nuevamente recibió varias tarjetas amarillas, acumuló 10 en el torneo, más uno de los play-offs.
Para la temporada siguiente, un nuevo destino lo esperaba, no muy lejano, ya que un club de primera división puso su atención en Vincent, el AZ Alkmaar.

### AZ Alkmaar
Fichó por el equipo de la Eredivisie por 4 temporadas, hasta el año 2019. Le fue asignada la camiseta número 18.
Su primer partido con su nuevo equipo fue a nivel internacional, el 31 de julio de 2015, en el partido de ida por la tercera ronda para la clasificación a la Europa League 2015-16, se enfrentó como titular a Medipol Başakşehir, se despachó con una asistencia y un gol para lograr el triunfo 2 a 0. El partido de vuelta fue el 6 de agosto, lo ganaron 2 a 1 y clasificaron a la siguiente ronda.
Debutó en la máxima categoría del fútbol neerlandés el 9 de agosto en la fecha 1 de la Eredivisie, se enfrentó como titular al Ajax, pero perdieron 3 a 0.
La cuarta ronda de clasificación a la Europa League la jugó contra Astra Giurgiu, en la ida, como visitantes, anotó un gol, pero perdieron 3 a 2, en el partido de vuelta ganaron 2 a 0 y clasificaron a la fase de grupos. AK Alkmaar fue asignado al grupo L junto a Partizan, Athletic Bilbao y Augsburgo.
El 23 de septiembre, jugó la segunda ronda de la Copa de los Países Bajos, se midieron ante VVV-Venlo y ganaron 6 a 1.
Su primer gol en la Eredivisie ocurrió en la fecha 8, el 4 de octubre, su rival fue Twente y en el minuto 64 anotó el primer tanto del partido, al 73 nuevamente convirtió y finalmente ganaron 3 a 1.
En la Europa League, no pudieron pasar de la fase de grupos. Vincent jugó los 6 partidos, anotó 2 goles, pero con 4 puntos conseguidos sobre 18, quedaron en última posición.
En la máxima categoría neerlandesa, mostró un gran nivel y lo mantuvo en todo el campeonato.
El 24 de enero de 2016, anotó su primer triplete con AZ Alkmaar, fue contra Feyenoord y ganaron 4 a 2. Luego anotó durante 7 jornadas consecutivas.
Respecto a la copa nacional, llegaron hasta la semifinal, partido en que perdieron 3 a 1 contra Feyenoord, equipo que se coronaría campeón. Janssen jugó los 5 partidos, todos como titular, anotó 1 gol y brindó una asistencia.
El 16 de abril, jugaron contra PEC Zwolle, anotó 4 goles por primera vez en su carrera, además brindó una asistencia y ganaron 5 a 1.
AZ finalizó la Eredivisie 2015-16 en cuarta posición, clasificaron a la tercera ronda previa de la próxima Europa League. Vincent estuvo presente en los 34 partidos que se jugaron, y con 27 goles, se consagró goleador del campeonato.
El 10 de mayo, fue distinguido como el talento neerlandés del año.

### Tottenham Hotspur F. C.
El 11 de julio de 2016, Vincent pasó el reconocimiento médico del Tottenham Hotspur Football Club, equipo que pagó más de 22 millones de euros por su ficha.

### C. F. Monterrey
El 23 de julio de 2019 se confirmó su traspaso al club mexicano Rayados de Monterrey por un valor de 6,3 millones de euros con un contrato hasta el 30 de junio de 2024.
Anotó su primer gol el 23 de agosto de 2019 ante Club Santos Laguna.
Anotó su primer doblete el 23 de octubre de 2019 ante el equipo de los Leones Negros, correspondiente a la jornada 6 de la Copa MX.
Anotó su primer triplete el 5 de noviembre de 2019 ante el equipo de Cafetaleros de Chiapas, correspondiente a la última jornada de la Copa MX convirtiéndose en el máximo goleador del certamen con 5 anotaciones.
Debido a la lesión de su compañero Rogelio Funes Mori en el partido contra Atlas correspondiente a la última jornada del Apertura 2019, Janssen tuvo que sustituirlo por lo que restaba de la liguilla.
En los cuartos de final del Apertura 2019 se enfrentaron al líder de la competencia, Santos Laguna. En el partido de ida llevado a cabo el día 28 de noviembre en el estadio BBVA, el equipo de Monterrey se impuso 5-2 ante los laguneros con un excelente partido de Janssen, el ariete neerlandés marcó de penal en el minuto 70 que significaba el 4-2, en el minuto 85 tras una jugada personal en la banda dejó atrás a los defensas del equipo lagunero y con un pase raso asistió a su compañero Dorlan Pabón que al ver al portero adelantado hizo una vaselina y terminó convirtiéndose en el 5-2 definitivo, Janssen sería sustituido por Ángel Zaldívar en el minuto 88.
3 días después, el 1 de diciembre, se jugaba la vuelta en el Territorio Santos Modelo, el partido terminó a empate a uno y con ello Monterrey pasaría a la semifinal del fútbol mexicano. Janssen marcaría el gol del empate en el minuto 57 tras un buen contraataque del equipo albiazul.
Días después se jugó la semifinal de ida en el estadio BBVA y el club Regio se impondría con marcador de 2-1 ante el Necaxa donde nuevamente el holandés tendría una destacada participación poniendo el segundo gol que le permitiría al Monterrey afrontar la vuelta con la mínima ventaja. Sin embargo, en la vuelta a los pocos minutos de iniciado el partido sufriría una lesión que lo dejó inhabilitado 2 semanas, cabe mencionar que además de perderse el partido que estaba en disputa, el Monterrey partiría esa misma noche rumbo a Catar para disputar la Copa Mundial de Clubes de la FIFA 2019 de esa manera no pudo disputar el certamen mundialista. Sin embargo, viajó con el equipo y tuvieron una destacada actuación, consiguiendo un lugar en el podio al ganar la medalla de Bronce después de ganar el duelo por el tercer lugar. 
El 29 de diciembre entró de cambio en el partido de vuelta de la final del campeonato de apertura 2019, anotando el primer gol en la tanda de penales que a la postre terminó con el quinto título de liga de Monterrey.
El 4 de noviembre de 2020, se disputó la final de vuelta de la Copa MX correspondiente al año 2019-20 en contra del C. Tijuana en el estadio BBVA, donde los regios levantaron el título en casa con un marcador global de 2-1, Janssen entró de cambio y anotó el gol del campeonato, además añadió 1 gol más a su cuenta personal que le permitió coronarse como campeón de goleó del certamen.

## Selección nacional

### Categorías inferiores
Ha sido internacional con la selección de Países Bajos en las categorías inferiores sub-15, sub-16, sub-18, sub-20, sub-21 y sub-22.

#### Participaciones en categorías inferiores
| Competición                                   | Sede   | Resultado    | Partidos | Goles |
| --------------------------------------------- | ------ | ------------ | -------- | ----- |
| Clasificación para la Eurocopa Sub-21 de 2017 | Europa | No clasificó | 5        | 6     |

### Absoluta
Para las fechas FIFA del tercer mes del año, Vincent fue convocado por primera vez a la selección absoluta neerlandesa. Debutó el 25 de marzo de 2016, en un partido amistoso contra Francia, ingresó con la camiseta número 22 en el minuto 81 pero perdieron 3 a 2.
El 29 de marzo jugaron contra Inglaterra, esta vez fue titular, utilizó la camiseta número 9 y anotó su primer gol con la naranja.

#### Participaciones en Copas del Mundo
| Copa                           | Sede  | Resultado        | Partidos | Goles |
| ------------------------------ | ----- | ---------------- | -------- | ----- |
| Copa Mundial de Fútbol de 2022 | Catar | Cuartos de final | 2        | 0     |

## Estadísticas

### Clubes
Actualizado al 29 de mayo de 2025.
| Club | Div.          | Temporada     | Liga  | Liga  | Liga   | Copas nacionales(1) | Copas nacionales(1) | Copas nacionales(1) | Torneos internacionales(2) | Torneos internacionales(2) | Torneos internacionales(2) | Total | Total | Total  |
| Club | Div.          | Temporada     | Part. | Goles | Asist. | Part.               | Goles               | Asist.              | Part.                      | Goles                      | Asist.                     | Part. | Goles | Asist. |
| --- | ------------- | ------------- | ----- | ----- | ------ | ------------------- | ------------------- | ------------------- | -------------------------- | -------------------------- | -------------------------- | ----- | ----- | ------ |
| Almere City · Países Bajos | 2.ª           | 2013-14       | 35    | 10    | 3      | 1                   | 0                   | 0                   | —                          | —                          | —                          | 36    | 10    | 3      |
| Almere City · Países Bajos | 2.ª           | 2014-15       | 34    | 19    | 9      | 4                   | 3                   | 0                   | —                          | —                          | —                          | 38    | 22    | 9      |
| Almere City · Países Bajos | Total club    | Total club    | 69    | 29    | 12     | 5                   | 3                   | 0                   | —                          | —                          | —                          | 74    | 32    | 12     |
| AZ Alkmaar · Países Bajos | 1.ª           | 2015-16       | 34    | 27    | 9      | 5                   | 1                   | 1                   | 10                         | 4                          | 1                          | 49    | 32    | 11     |
| AZ Alkmaar · Países Bajos | Total club    | Total club    | 34    | 27    | 9      | 5                   | 1                   | 1                   | 10                         | 4                          | 1                          | 49    | 32    | 11     |
| Tottenham Hotspur F. C. Inglaterra | 1.ª           | 2016-17       | 27    | 2     | 2      | 5                   | 4                   | 2                   | 6                          | 0                          | 0                          | 38    | 6     | 4      |
| Tottenham Hotspur F. C. Inglaterra | 1.ª           | 2017-18       | 1     | 0     | 0      | —                   | —                   | —                   | —                          | —                          | —                          | 1     | 0     | 0      |
| Fenerbahçe S. K. Turquía | 1.ª           | 2017-18       | 16    | 4     | 4      | 2                   | 1                   | 0                   | —                          | —                          | —                          | 18    | 5     | 4      |
| Fenerbahçe S. K. Turquía | Total club    | Total club    | 16    | 4     | 4      | 2                   | 1                   | 0                   | —                          | —                          | —                          | 18    | 5     | 4      |
| Tottenham Hotspur F. C. Inglaterra | 1.ª           | 2018-19       | 3     | 0     | 0      | —                   | —                   | —                   | —                          | —                          | —                          | 3     | 0     | 0      |
| Tottenham Hotspur F. C. Inglaterra | Total club    | Total club    | 31    | 2     | 2      | 5                   | 4                   | 2                   | 6                          | 0                          | 0                          | 42    | 6     | 4      |
| C. F. Monterrey · México | 1.ª           | 2019-20       | 25    | 5     | 2      | 10                  | 7                   | 0                   | —                          | —                          | —                          | 35    | 12    | 2      |
| C. F. Monterrey · México | 1.ª           | 2020-21       | 25    | 7     | 0      | —                   | —                   | —                   | 5                          | 2                          | 2                          | 30    | 9     | 2      |
| C. F. Monterrey · México | 1.ª           | 2021-22       | 27    | 3     | 1      | —                   | —                   | —                   | 2                          | 0                          | 0                          | 29    | 3     | 1      |
| C. F. Monterrey · México | Total club    | Total club    | 77    | 15    | 3      | 10                  | 7                   | 1                   | 7                          | 2                          | 2                          | 94    | 24    | 5      |
| Royal Antwerp F. C. · Bélgica | 1.ª           | 2022-23       | 36    | 18    | 4      | 5                   | 3                   | 0                   | 5                          | 0                          | 1                          | 46    | 21    | 5      |
| Royal Antwerp F. C. · Bélgica | 1.ª           | 2023-24       | 35    | 11    | 5      | 5                   | 4                   | 0                   | 8                          | 2                          | 0                          | 48    | 17    | 5      |
| Royal Antwerp F. C. · Bélgica | 1.ª           | 2024-25       | 34    | 11    | 7      | 5                   | 2                   | 1                   | —                          | —                          | —                          | 41    | 13    | 8      |
| Royal Antwerp F. C. · Bélgica | Total club    | Total club    | 105   | 40    | 16     | 15                  | 9                   | 1                   | 13                         | 2                          | 1                          | 135   | 51    | 18     |
| Total carrera | Total carrera | Total carrera | 332   | 117   | 46     | 42                  | 25                  | 5                   | 36                         | 8                          | 4                          | 412   | 150   | 55     |
| (1)Incluidos los datos de la Copa de los Países Bajos (2013/14, 2014/15, 2015/16), el play-off para ascender a la Eredivisie (2014/15) y Copa MX (2019/20) (2)Incluidos los datos de la Liga Europa de la UEFA (2015/16) |               |               |       |       |        |                     |                     |                     |                            |                            |                            |       |       |        |

### Tripletes
| 1 | Sparta Rotterdam | 3:2 (0:0) | 11 de abril de 2015    | Yanmar Stadion Almere  | Eerste Divisie 2014/15 | 61', 63', 83'                    | 1 |
| 2 | Feyenoord        | 4:2 (2:1) | 24 de enero de 2016    | AFAS Stadion Alkmaar   | Eredivisie 2015-16     | 26', 53', 55'                    | 2 |
| 3 | PEC Zwolle       | 5:1 (2:0) | 16 de abril de 2016    | AFAS Stadion Alkmaar   | Eredivisie 2015-16     | 20' (pen.), 25', 69' (pen.), 83' | 3 |
| 4 | Cafetaleros      | 6:0 (3:0) | 5 de noviembre de 2019 | Estadio BBVA Guadalupe | Copa MX 2019-20        | 34' (pen.), 86', 89'             | 4 |

## Palmarés

### Campeonatos nacionales
| Título               | Club                | País    | Año  |
| -------------------- | ------------------- | ------- | ---- |
| Primera División     | C. F. Monterrey     | México  | 2019 |
| Copa MX              | C. F. Monterrey     | México  | 2020 |
| Copa de Bélgica      | Royal Antwerp F. C. | Bélgica | 2023 |
| Pro League           | Royal Antwerp F. C. | Bélgica | 2023 |
| Supercopa de Bélgica | Royal Antwerp F. C. | Bélgica | 2023 |

### Campeonatos internacionales
| Título                           | Club            | País              | Año  |
| -------------------------------- | --------------- | ----------------- | ---- |
| Liga de Campeones de la Concacaf | C. F. Monterrey | América del Norte | 2021 |

### Distinciones individuales
| Distinción                                 | Año  |
| ------------------------------------------ | ---- |
| Talento neerlandés del año (Johan Cruijff) | 2016 |
| Goleador de la Eredivisie (27 goles)       | 2016 |
| Goleador de la Copa MX (7 goles)           | 2020 |